# Официрска школа Врховног штаба НОВ и ПОЈ
Официрска школа Врховног штаба НОВ и ПОЈ била је образовна установа за потребе школовања командног кадра Народноослободилачке војске Југославије. Формирана је 4. новембра 1942. наредбом Врховног штаба НОВ и ПОЈ, а радила је са прекидима до краја рата. Била је центар за стручно оспособљавање старешина, који је у процесу стварања регуларне армије решавао нека од основних питања — усавршавање командног кадра, изучавање и примена искуства из дотадашњег рата и спровођење јединствене доктрине у партизанским јединицама. Састојала се из два дела — нижи курс, за школовање командира водова и чета и виши курс, за школовање командира батаљона и бригада, у трајању од 20 до 30 дана.
Прва Официрска школа, под називом Воја школа Врховног штаба НОВ и ПОЈ, постојала је до почетка новембра 1942. до краја јануара 1943, а радила је најпре у Доњем Лапцу, у Лици, а потом у Бихаћу. Рад ове школе прекинуо је почетак Четврте непријатељске офанзиве, а завршило је 164 слушалаца. Командант школе био је пуковник Саво Оровић, а политички комесар Милентије Поповић. Рад Официрске школе обновељен је половином септембра 1943. у Јајцу, а јануара 1944. је премештена у Дрвар, где је радила све до немачког десанта на Дрвар, када су њени слушаоци активно учествовали у одбрани Врховног штаба. У току рада ова школа је завршила 4 курса у трајању од 40 дана, а похађало је укупно 395 слушалаца. Поред курса за опште старешине, у овој школи је постојао и Виши интендантски курс, који је похађало 103 слушалаца. Командант школе био је мајор Бранко Пољанац, а политички комесар Петар Радевић. Рад школе, који је прекинут немачким десантом на Дрвар, маја 1944. није обнављан до ослобођења Београда, октобра 1944, када је формирана Војна академија НОВЈ.
Указом председника СФРЈ Јосипа Броза Тита Официрска школа је 31. октобра 1977. поводом прославе 35 година оснивања за истакнуте заслуге у обуци и школовању командног кадра НОВ и ПОЈ и за беспримеран хероизам исказан у слању немачког десанта на Врховни штаб НОВ и ПОЈ у Дрвару одликована Орденом народног ослобођења.
Поред Официрске школе Врховног штаба, у току Народноослободилачког рата, краће или дуже време радиле су и друге официрске школе при главним штабовима за Хрватску, Војводину, Словенију, Србију и Македонију, као и Официрска школа Морнарице НОВЈ, која је формирана фебруара 1944. године. Најпознатија је била Официрска школа при Главном штабу НОВ и ПО Хрватске, која је од фебруара 1942. радила у Горњем Будачком, на Кордуну; Кореници, Доњем Лапцу и Швици, код Оточца, у Лици. Ова школа функционисала је до фебруара 1945. када је формирана Официрска школа Треће армије ЈА.